# Vincenza Cerati Rivolta
Vincenza Cerati Rivolta   (Milà, 4 de desembre de 1905 - Milà, 15 de desembre de 2000) va ser una pianista italiana, professora, promotora de la música clàssica, i benefactora.

## Biografia
Era filla del periodista Mario Cerati i de la seva esposa Raffaella De Dominicis. Va perdre el pare als vuit anys. De petita va patir una greu malaltia òssia de la qual només es va recuperar a l'adolescència. Va rebre l'educació primària del seu avi matern Saverio Fausto De Dominicis, professor de pedagogia a la Universitat de Pavia i un il·lustre exponent del pensament positivista. D'ell, Vincenza va absorbir la seva passió per l'ensenyament i la visió d'una escola oberta a tothom i fundada en el diàleg, amb els alumnes com a protagonistes actius. A quinze anys, Vincenza, mentre estudiava piano amb la seva tia Isa De Dominicis, va començar a ensenyar en llars d'infants i escoles. Més tard, sent alumna de Guido Farina, es va graduar amb màxima qualificació en piano a l'Acadèmia de Música de Bolonya i va seguir els cursos superiors de Guido Alberto Fano, un alumne predilecte de Giuseppe Martucci.
A finals de la dècada del 1920, va iniciar una intensa activitat de promoció de la música clàssica, especialment per a nens, els suburbis i les comunitats treballadores, a través del voluntariat i la filantropia. Aquestes primeres iniciatives, que van continuar amb el seu matrimoni amb Angelo Rivolta (1935) i la maternitat (1937), així com les seves iniciatives posteriors més importants, s'esmenten amb freqüència als diaris de l'època.
Durant la Segona Guerra Mundial, desplaçada a Lomellina, va exercir tasques com a organista i va organitzar concerts per als ferits i la Creu Roja Italiana. En tornar a Milà al final del conflicte, va reobrir la seva escola de piano i va intensificar, a través de la seva tasca de divulgació musical, la seva tasca benèfica per a persones discapacitades, refugiats, campanyes antituberculoses i diverses institucions religioses.
El 1951 va estudiar una nova fórmula, com va escriure Giorgio Rumi, «unir intèrprets i apassionats de la música clàssica en un entusiasme juvenil, per oferir harmonia, portar bona música a escoles, parròquies, hospitals, orfenats, jubilats, arribar fins i tot a la perifèria de les ciutats i els pobles rurals, per donar ajuda als altres». Va fer realitat aquest projecte fundant el «Giardino Musicale», que va animar i dirigir durant més de quaranta anys.
Després va col·laborar amb les iniciatives de l'Angelicum de Milà i durant diversos anys va presentar els seus joves artistes a les tardes musicals infantils durant l'exposició anual del pessebre. Va organitzar innombrables trobades musicals, portant la música clàssica als entorns on és més difícil d'escoltar. Als anys setanta també va organitzar trobades musicals a les biblioteques locals i a les sales d'hospitals. Va continuar, amb els seus mètodes innovadors, ensenyant i promovent la música fins més enllà de mitjans dels anys noranta.
Després de la seva mort, Vincenza Cerati Rivolta va ser guardonada amb el Certificat al Mèrit Cívic per l'Ajuntament de Milà (2004) i va ser homenatjada en cerimònies públiques. Es van col·locar plaques de marbre amb medallons de bronze en la seva memòria al Pio Albergo Trivulzio de Milà i al municipi d'Illasi.

## Giardino Musicale
El 1951, Vincenza Cerati Rivolta va fundar una associació lliure de músics i amants de la música, oberta principalment a joves i basada en el treball voluntari: el Giardino Musicale. La missió de l'associació, tal com estableix el seu manifest, és organitzar trobades per a estudiants i entusiastes de la música clàssica, fora del marc tradicional de les actuacions de concerts professionals, amb un propòsit cultural, sempre desinteressat i sovint benèfic.
En aquesta intensa i apassionada activitat, Vincenza Cerati Rivolta va comptar amb la col·laboració artística de col·legues talentosos: entre d'altres, Elisabetta Oddone i Federico Graziani per al cant; Egle Amati i Bianca Mazzetta per al violí; Miguel Ablóniz i Vincenzo Degni per a la guitarra clàssica; Elisa Bertolla per a la dansa; i Liuccia Becker Masoero per a la interpretació. Una llarga sèrie de concerts al Circolo Ambrosiano va ser amenitzada per una presentació de Maria Pia Arcangeli.